# Torneo Hexagonal de Lima 1959
El Torneo Hexagonal de Lima 1959 fue un torneo de fútbol amistoso de carácter internacional; disputado en la ciudad de Lima, Perú. Todos los encuentros se disputaron en el Estadio Nacional. Se realizó en pleno verano de 1959 entre el 14 de enero y el 6 de febrero.
Para esta competencia, también denominada «Gran Serie Suramericana Inter Clubes» asistierón los equipos de River Plate de Argentina, Flamengo de Brasil, Colo-Colo de Chile y Peñarol de Uruguay. También se hicieron presentes los cuadros locales de Alianza Lima y Universitario de Perú.
El campeón del torneo fue Flamengo, tras haber finalizado primero.

## Equipos participantes
| Equipo        | Condición                                                           |
| ------------- | ------------------------------------------------------------------- |
| Universitario | Anfitrión y 4.º puesto del Campeonato Peruano de Fútbol de 1958     |
| Alianza Lima  | Anfitrión y 7.º puesto del Campeonato Peruano de Fútbol de 1958     |
| Peñarol       | Invitado y campeón del Campeonato Uruguayo de Primera División 1958 |
| Colo-Colo     | Invitado y subcampeón de la Primera División de Chile 1958          |
| Flamengo      | Invitado y subcampeón del Campeonato Carioca 1958                   |
| River Plate   | Invitado y 5.º puesto del Campeonato de Primera División 1958       |

### Formato de juego
El torneo se jugó en una sola rueda de nueve fechas, bajo el sistema de todos contra todos, resultando campeón aquel equipo que acumulase más puntos en la tabla de posiciones.

## Resultados

### Primera fecha
| Hexagonal de Lima 1959 1.º Encuentro; 14 de enero de 1959 | Universitario                     | 3:1 | Colo-Colo    | Estadio Nacional, Lima                                           |                                                                  |
|                                                           | D. Ruiz 22', 28' · M. Márquez 29' |     | M. Musso 81' | Asistencia: 18 400 espectadores Árbitro(s): Alberto Tejada Burga | Asistencia: 18 400 espectadores Árbitro(s): Alberto Tejada Burga |

### Segunda fecha
| Hexagonal de Lima 1959 2.º Encuentro; 17 de enero de 1959 | Colo-Colo                         | 3:2 | Alianza Lima                        | Estadio Nacional, Lima                              |                                                     |
|                                                           | F. Molina 75', 87' · B. Bello 81' |     | J. Bassa 38' · O. Gómez Sánchez 42' | Asistencia: 21 700 espectadores Árbitro(s): A. Alva | Asistencia: 21 700 espectadores Árbitro(s): A. Alva |

| Hexagonal de Lima 1959 3.º Encuentro; 17 de enero de 1959 | River Plate                    | 2:1 | Peñarol          | Estadio Nacional, Lima                               |                                                      |
|                                                           | N. Menéndez 7' · R. Zárate 48' |     | Luis Cubilla 88' | Asistencia: 21 700 espectadores Árbitro(s): F. Mayer | Asistencia: 21 700 espectadores Árbitro(s): F. Mayer |

### Tercera fecha
| Hexagonal de Lima 1959 4.º Encuentro; 20 de enero de 1959 | Universitario                | 2:1 | River Plate    | Estadio Nacional, Lima                                   |                                                          |
|                                                           | D. Ruiz 49' · B. Galeano 84' |     | I. Rosello 26' | Asistencia: 45 800 espectadores Árbitro(s): Erwin Hieger | Asistencia: 45 800 espectadores Árbitro(s): Erwin Hieger |

### Cuarta fecha
| Hexagonal de Lima 1959 5.º Encuentro; 23 de enero de 1959 | Alianza Lima | 1:1 | River Plate     | Estadio Nacional, Lima          |                                 |
|                                                           | J. Bassa 18' |     | N. Menéndez 34' | Asistencia: 40 900 espectadores | Asistencia: 40 900 espectadores |

| Hexagonal de Lima 1959 6.º Encuentro; 23 de enero de 1959 | Peñarol                                  | 2:0 | Flamengo | Estadio Nacional, Lima                                   |                                                          |
|                                                           | Ruben Coccinello 62' · Carlos Borges 89' |     |          | Asistencia: 40 900 espectadores Árbitro(s): Erwin Hieger | Asistencia: 40 900 espectadores Árbitro(s): Erwin Hieger |

### Quinta fecha
| Hexagonal de Lima 1959 7.º Encuentro; 25 de enero de 1959 | Peñarol                                                                                | 5:0 | Colo-Colo | Estadio Nacional, Lima          |                                 |
|                                                           | Luis Cubilla 5', 39' · Juan Eduardo Hohberg 32' · J. García 58' · Ruben Coccinello 79' |     |           | Asistencia: 37 400 espectadores | Asistencia: 37 400 espectadores |

| Hexagonal de Lima 1959 8.º Encuentro; 25 de enero de 1959 | Flamengo                  | 2:0 | Universitario | Estadio Nacional, Lima          |                                 |
|                                                           | Henrique 25' · Moacir 30' |     |               | Asistencia: 37 400 espectadores | Asistencia: 37 400 espectadores |

### Sexta fecha
| Hexagonal de Lima 1959 9.º Encuentro; 28 de enero de 1959 | Flamengo                                    | 4:2 | Colo-Colo                            | Estadio Nacional, Lima          |                                 |
|                                                           | Luis Carlos 5' · Moacir 10' · Babá 16', 22' |     | F. Hormazábal 48' · H. Rodríguez 67' | Asistencia: 43 800 espectadores | Asistencia: 43 800 espectadores |

| Hexagonal de Lima 1959 10.º Encuentro; 28 de enero de 1959 | Alianza Lima                       | 2:0 | Universitario | Estadio Nacional, Lima          |                                 |
|                                                            | M. Mosquera 7' · G. Barbadillo 19' |     |               | Asistencia: 43 800 espectadores | Asistencia: 43 800 espectadores |

### Séptima fecha
| Hexagonal de Lima 1959 11.º Encuentro; 31 de enero de 1959 | River Plate                        | 2:0 | Colo-Colo | Estadio Nacional, Lima          |                                 |
|                                                            | R. Zárate 3' · H. De Bourgoing 71' |     |           | Asistencia: 38 900 espectadores | Asistencia: 38 900 espectadores |

| Hexagonal de Lima 1959 12.º Encuentro; 31 de enero de 1959 | Alianza Lima  | 1:1 | Peñarol                  | Estadio Nacional, Lima          |                                 |
|                                                            | Juan Joya 57' |     | Juan Eduardo Hohberg 15' | Asistencia: 38 900 espectadores | Asistencia: 38 900 espectadores |

### Octava fecha
| Hexagonal de Lima 1959 13.º Encuentro; 3 de febrero de 1959 | Flamengo                                       | 4:1 | River Plate     | Estadio Nacional, Lima                                   |                                                          |
|                                                             | Luis Carlos 41' · Henrique 43', 71' · Dida 62' |     | N. Menéndez 61' | Asistencia: 41 500 espectadores Árbitro(s): Erwin Hieger | Asistencia: 41 500 espectadores Árbitro(s): Erwin Hieger |

### Novena fecha
| Hexagonal de Lima 1959 14.º Encuentro; 6 de febrero de 1959 | Universitario                | 2:2 | Peñarol                              | Estadio Nacional, Lima                                   |                                                          |
|                                                             | D. Ruiz 17' · T. Iwasaki 71' |     | Luis Cubilla 24' · Carlos Borges 90' | Asistencia: 44 200 espectadores Árbitro(s): Erwin Hieger | Asistencia: 44 200 espectadores Árbitro(s): Erwin Hieger |

| Hexagonal de Lima 1959 15.º Encuentro; 6 de febrero de 1959 | Flamengo                                 | 4:3 | Alianza Lima                         | Estadio Nacional, Lima                               |                                                      |
|                                                             | Manoelzinho 55', 58', 60' · Henrique 62' |     | V. Zegarra 7', 54' · F. Castillo 42' | Asistencia: 44 200 espectadores Árbitro(s): F. Mayer | Asistencia: 44 200 espectadores Árbitro(s): F. Mayer |

## Tabla de posiciones
| Equipo | Equipo        | Pts. | PJ | PG | PE | PP | GF | GC | Dif. |
| ------ | ------------- | ---- | -- | -- | -- | -- | -- | -- | ---- |
| 1      | Flamengo      | 8    | 5  | 4  | 0  | 1  | 14 | 8  | +6   |
| 2      | Peñarol       | 6    | 5  | 2  | 2  | 1  | 11 | 5  | +6   |
| 3      | Universitario | 5    | 5  | 2  | 1  | 2  | 7  | 8  | -1   |
| 4      | River Plate   | 5    | 5  | 2  | 1  | 2  | 7  | 8  | -1   |
| 5      | Alianza Lima  | 4    | 5  | 1  | 2  | 2  | 9  | 9  | 0    |
| 6      | Colo-Colo     | 2    | 5  | 1  | 0  | 4  | 6  | 16 | -10  |

## Campeón
| Bandera de Brasil |
| Campeón Flamengo  |
| 1.er título       |